# Chazia Mourali
Chazia Mourali (Parijs, 30 september 1963) is een Nederlands radio- en televisiepresentatrice, communicatietrainster, actrice en schrijfster van columns, een toneelstuk en een boek.

## Biografie

### Jeugd
Mourali is geboren in Parijs als dochter van een Nederlandse moeder, Hendrika Elisabeth van den Brink, en een Tunesische vader. Haar naam betekent zingende vogel. Toen ze nog geen jaar was verhuisde ze met haar ouders naar Nederland. De lagere school bracht ze door op de Werkplaats Kindergemeenschap, de school van Kees Boeke in Bilthoven. Na het Gemeentelijk Gymnasium in Hilversum studeerde ze Frans aan de Universiteit Utrecht. Ze werd hier lid van studentenvereniging CS Veritas.

### Carrière
Na deze studie begon ze voor de televisie te werken, aanvankelijk op de redactie van TV3 en het RTL 4-nieuws. In 1988 nam ze deel aan het KRO-televisieprogramma Screentest van Han van der Meer, alwaar ze karatekampioene Guusje van Mourik interviewde. Via de Amsterdamse lokale zender AT5, waar ze nieuwslezeres was, kwam ze in 1991 terecht bij de NCRV, waar ze enkele programma's presenteerde als Binnenland, Hier en Nu en Netwerk. Daarna presenteerde ze voor Teleac en de Franse zender TV5 Monde, voordat ze terechtkwam bij RTL 4.
Landelijke bekendheid kreeg ze als presentatrice van het tv-programma De zwakste schakel, de Nederlandse versie van The Weakest Link. Ze presenteerde dit programma bij RTL 4 van mei 2001 tot mei 2004. Daarnaast presenteerde Mourali de tv-programma's Achmea Kennisquiz, In je Recht en De Kat in de Zak. Ze werd in 2007 als tv-presentatrice van Char, het medium vervangen door Sylvana Simons.
In januari 2019 werd Mourali voor PowNed de presentator van het NPO Radio 1-programma Goed Ingelichte Kring, een opinieprogramma met prominente, aanvankelijk uitsluitend vrouwelijke, gasten op zaterdagmiddag. De naam van het programma is een knipoog naar Welingelichte Kringen (1974-1997) van de VPRO. In december 2022 werd een gesprek dat Mourali eerder dat jaar in dit programma voerde met de Oekraïense pianiste Tatiana Chevtchouk over de oorlog in haar land, door een jury verkozen tot het Radiomoment van het jaar. Per 1 januari 2025 nam Sam Hagens de presentatie van Goed Ingelichte Kring over van Mourali.
Mourali schreef het toneelstuk De vrouwen van Moermansk, dat op 3 november 2002 in de Melkweg voor het eerst werd opgevoerd.
Mourali speelde als actrice in twee films:
- 2005 - Vet Hard (als zuster Rita)
- 2008 - Bolt (als Mindy in de Nederlandse versie; stemactrice)

In mei 2018 verscheen haar eerste boek Het einde voor beginners - Een moeder, een dochter en de droom van een gelukkig afscheid, over haar ervaringen met mantelzorg (ISBN 9789000350353, redactie Henk Pröpper).